# Branislaw Samojlaw
Branislaw Samojlaw (Wit-Russisch: Браніслаў Самойлаў) of ook wel Branislau Samojlau (Vitebsk, 25 mei 1985) is een Wit-Russisch wielrenner die sinds 2018 voor de Minsk Cycling Club uitkomt.
In de Ronde van Italië 2007 werd Samojlaw een van de revelaties. Met goede prestaties in onder andere de klimtijdrit naar Santuario di Oropa en in de bergritten liet hij zien dat zijn specialiteit klimmen is.

## Belangrijkste overwinningen
2004
3e etappe Giro delle Regioni
Luik-Bastenaken-Luik, Beloften
2005
Trofeo Franco Balestra
1e, 2e etappe deel A en 5e etappe Ronde van Lleida
Eindklassement Ronde van Lleida
 Wit-Russisch kampioen tijdrijden, Beloften
Cronoscalata Gardone Val Trompia-Prati di Caregno
4e en 5e etappe Ronde van de Aostavallei
Ruota d'Oro
2006
 Wit-Russisch kampioen tijdrijden, Beloften
2007
 Wit-Russisch kampioen op de weg, Elite
2008
5e etappe Wielerweek van Lombardije
2009
 Wit-Russisch kampioen tijdrijden, Elite
2010
 Wit-Russisch kampioen tijdrijden, Elite
2012
 Wit-Russisch kampioen tijdrijden, Elite
2013
3e etappe Ronde van Małopolska
2014
2e en 3e etappe deel A Sibiu Cycling Tour
2017
1e etappe deel B Internationale Wielerweek (ploegentijdrit)
2018
2e etappe Ronde van Mersin
Horizon Park Race Maïdan
Horizon Park Classic
3e etappe Ronde van Servië
2019
Grote Prijs van Gazipaşa
1e etappe Ronde van Mersin
1e etappe Ronde van Mesopotamië
Eindklassement Ronde van Mesopotamië
2020
GP Manavgat

## Resultaten in voornaamste wedstrijden
| Jaar | Ronde van Italië | Ronde van Frankrijk | Ronde van Spanje |
| ---- | ---------------- | ------------------- | ---------------- |
| 2007 | 22e              |                     |                  |
| 2008 |                  |                     |                  |
| 2009 |                  |                     |                  |
| 2010 | 39e              |                     | opgave           |
| 2011 | 45e              |                     |                  |
| 2012 | 43e              |                     |                  |
| 2013 |                  |                     |                  |
| 2014 |                  |                     |                  |
| 2015 | 48e              |                     |                  |
| 2016 |                  |                     |                  |
| 2017 | 112e             |                     |                  |

| Jaar | Milaan-San Remo | Amstel Gold Race | Ronde van Lombardije |  | Wereldranglijsten |
| ---- | --------------- | ---------------- | -------------------- |  | ----------------- |
| 2007 |                 |                  |                      |  |                   |
| 2008 |                 |                  |                      |  |                   |
| 2009 |                 |                  |                      |  |                   |
| 2010 |                 |                  |                      |  |                   |
| 2011 |                 |                  |                      |  | 193e (UWT)        |
| 2012 |                 |                  |                      |  | 211e (UWT)        |
| 2013 |                 |                  |                      |  |                   |
| 2014 |                 |                  |                      |  |                   |
| 2015 | 87e             | 119e             |                      |  |                   |
| 2016 |                 |                  | opgave               |  |                   |
| 2017 |                 |                  |                      |  |                   |

## Ploegen
2006 –  Acqua & Sapone-Caffè Mokambo (stagiair vanaf 1 augustus)
2007 –  Acqua & Sapone-Caffè Mokambo
2008 –  Acqua & Sapone-Caffè Mokambo
2009 –  Amica Chips-Knauf (tot 31 mei)
2009 –  Quick Step (vanaf 1 juni)
2010 –  Quick Step
2011 –  Movistar Team
2012 –  Movistar Team
2013 –  CCC Polsat Polkowice
2014 –  CCC Polsat Polkowice
2015 –  CCC Sprandi Polkowice
2016 –  CCC Sprandi Polkowice
2017 –  CCC Sprandi Polkowice
2018 –  Minsk Cycling Club
2019 –  Minsk Cycling Club
2020 –  Minsk Cycling Club
2021 –  Minsk Cycling Club
2022 –  Minsk Cycling Club (tot 1/03)